# آنیل کانهای
آنیل کانهای (متولد ۱۲ آوریل ۱۹۸۲) کریکت باز اهل ترینیداد و توباگو است. او از ۲۰۰۱ تا ۲۰۱۲ میلادی در بیست و چهار مسابقه کلاس اول و پنج گروه برای ترینیداد و توباگو بازی کرده‌است.